# Ayler Records
Ayler Records ist ein schwedisches Jazz-Independent-Label.
Ayler Records wurde im Jahr 2000 von Jan Ström gegründet; die seither auf dem Label erschienen Live-Aufnahmen bewegen sich im stilistischen Spektrum zwischen Free Jazz und improvisierter Musik. Die Alben erscheinen in Form von Digipacks mit besonderer Cover-Gestaltung. Der Katalog von 2003 umfasste sechzehn Platten-Aufnahmen von Musikern wie Noah Howard, Peter Brötzmann, John Stevens, William Parker, Hamid Drake und Assif Tsahar, Sunny Murray, skandinavischen Musikern wie Per Henrik Wallin und mit dem Namensgeber Albert Ayler. Im Weiteren kamen Aufnahmen von Jimmy Lyons, Jemeel Moondoc, Henry Grimes oder Mongezi Feza (mit Okay Temiz, Dennis González (Cape of Storms, 2010) und dem Quartett von Bernt Rosengren) hinzu. Ab 2007 erschien die Mehrzahl der Neuveröffentlichungen nur noch in Form von Downloads.